# Оруэсти
Оруэсти (порт. Ouroeste) — муниципалитет в Бразилии, входит в штат Сан-Паулу. Составная часть мезорегиона Сан-Жозе-ду-Риу-Прету. Входит в экономико-статистический микрорегион Фернандополис. Население составляет 7286 человек на 2006 год. Занимает площадь 287,549 км². Плотность населения — 25,3 чел./км².

## Статистика
- Валовой внутренний продукт на 2003 составляет 503.548.865,00 реалов (данные: Бразильский институт географии и статистики).
- Валовой внутренний продукт на душу населения на 2003 составляет 73.736,84 реалов (данные: Бразильский институт географии и статистики).
- Индекс развития человеческого потенциала на 2000 составляет 0,787 (данные: Программа развития ООН).

## География
Климат местности: тропический.